# Vera Day
Vera Day (ur. 4 sierpnia 1935 w Essex) – angielska aktorka filmowa i telewizyjna.

## Wybrana filmografia
- Dance Little Lady (1954)
- The Crowded Day (1954)
- It's a Great Day (1955)
- A Kid for Two Farthings (1955)
- Fun at St. Fanny's (1955)
- Quatermass 2 (1957)
- Hell Drivers (1957)
- The Prince and the Showgirl (1957)
- I Was Monty's Double (1958) – Angela
- The Woman Eater (1958)
- Up the Creek (1958) – Lily
- Them Nice Americans (1958) – Ann Adams
- The Haunted Strangler (1958) – Pearl
- Too Many Crooks (1959) – Charmaine
- And the Same to You (1960) – Cynthia Tripp
- Trouble with Eve (1960) – Daisy Freeman
- The Trunk (1961) – Diane
- Watch It, Sailor! (1961) – Shirley Hornett
- A Stitch in Time (1963) – Betty
- Saturday Night Out (1964) – Arlene
- Lock, Stock and Two Smoking Barrels (1998) – Tanya
- The Riddle (2007) – Sadie Miller